# 李新元
李新元（1962年10月—），男，汉族，江苏泰兴人，中国共产党党员，中华人民共和国政治人物。
曾任贵港市委书记、广西壮族自治区农业农村厅党组书记等职务。2021年3月，李新元因涉嫌严重违纪违法，接受广西壮族自治区纪委监委纪律审查和监察调查。2022年9月6日，广西壮族自治区南宁市中级人民法院以受贿罪判处李新元死刑，缓期二年执行，剥夺政治权利终身，并处没收个人全部财产。

## 生平
2009年4月至2011年8月，任广西壮族自治区人民政府副秘书长，办公厅副主任、党组成员。
2011年8月至2011年9月，任中共梧州市委常委。2011年9月至2013年1月，任梧州市委常委，市政府党组副书记、副市长。
2013年1月至2015年2月，任中共钦州市委副书记、市人民政府市长。2015年2月至2015年12月，转任中共贵港市委副书记，市政府代市长、市长。2015年12月至2016年1月，任贵港市委书记。2016年1月至2020年1月，任贵港市委书记、市人大常委会主任。2020年1月，不再兼任贵港市人大常委会主任。
2021年2月，任广西壮族自治区农业农村厅党组书记。这类任命通常是为日后担任厅长做准备。然而，2021年3月，担任新职务仅一个月的李新元便因爲涉嫌严重违纪违法，接受广西壮族自治区纪委监委纪律审查和监察调查。
2021年12月，南宁市中级人民法院一审公开开庭审理李新元受贿案。检察院指控李新元自2003年至2021年利用职务之便，索取和非法收受财物共计折合人民币1.7231亿余元；并主动索贿人民币3300万元。。2022年9月6日，广西壮族自治区南宁市中级人民法院一审公开宣判李新元受贿案，以受贿罪判处其死刑，缓期二年执行，剥夺政治权利终身，并处没收个人全部财产。